# Draculoides mesozeirus
Espèce
Draculoides mesozeirus est une espèce de schizomides de la famille des Hubbardiidae.

## Distribution
Cette espèce est endémique du Pilbara en Australie-Occidentale,. Elle se rencontre vers Middle Robe dans des forages dans la vallée de la Robe River.

## Description
La femelle holotype mesure 4,06 mm.

## Publication originale
- Harvey, Berry, Edward & Humphreys, 2008 : Molecular and morphological systematics of hypogean schizomids (Schizomida: Hubbardiidae) in semiarid Australia. Invertebrate Systematics, vol. 22, no 2, p. 167-194.